# Клепченко Родіон Павлович
Родіон Павлович Клепченко — український військовик, полковник збройних сил України, колишній командир 137-го окремого батальйону морської піхоти (2015—2017).

## Життєпис
Випускник Рязанського училища ВДВ. У 1993—1994 рр. проходив службу в складі миротворчої місії в Боснії.
Від жовтня 2015 року, командир 137-го окремого батальйону морської піхоти